# Kulturdenkmal des Jahres (Deutschland)
Zum Kulturdenkmal des Jahres in Deutschland wird jährlich ein Ort oder Institution von besonderer kultureller und kulturgeschichtlicher Bedeutung ernannt.
Die Aktion wird seit 2004 vom Bund Heimat und Umwelt in Deutschland (BHU) durchgeführt und soll auf die Vielfalt des kulturellen Erbes hinweisen sowie auf gefährdete Elemente der Kulturlandschaft aufmerksam machen.

## Titelträger
Folgende Kulturlandschaftselemente wurden bisher zum Kulturdenkmal des Jahres ausgerufen:
- 2004: Brunnen
- 2005: Die Dorfkirche
- 2006: Historische Bahnhöfe
- 2007: Brücken und Brückenheilige
- 2008: Historische Wirtshäuser
- 2009: Richt- und Gerichtsstätten

Die archäologische Untersuchung ehemaliger Richtstätten hat sich als Richtstättenarchäologie in den vergangenen Jahrzehnten als eigene Forschungsrichtung etabliert. In Deutschland haben sich Überreste vergangener Strafjustiz in Gestalt ehemaliger Richtplätze im Gelände als Galgenberge, Säulen von Galgen oder Enthauptungsstätten – sogenannten „Rabensteinen“ – erhalten.
- 2010: Historische Schulgebäude
- 2011: Historische Wasserbauten
- 2012: Historische Wege
- 2013: Historische Amts- und Rathäuser
- 2015: Historische Friedhöfe
- 2017: Historische Gedenkorte
- 2018: Historische Keller
- 2019: Historische Nutzgärten
- 2020: Historische Orte der Heilung und Gesundheit